# Ordonnance du grand repas français au XIXe siècle
 (février 2013).
Au XIXe siècle, le repas des Occidentaux fortunés est théoriquement constitué d'une série de plats présentés dans l'ordre suivant : 
1. Mise en bouche
2. Hors-d'œuvre
3. Potage
4. Plat de relevé
5. Entrée
6. Rôt : plat de résistance
7. Entremets
8. Dessert : fromage ; pâtisserie ; fruit ; entremets sucré ; mignardise

## Repas de réception

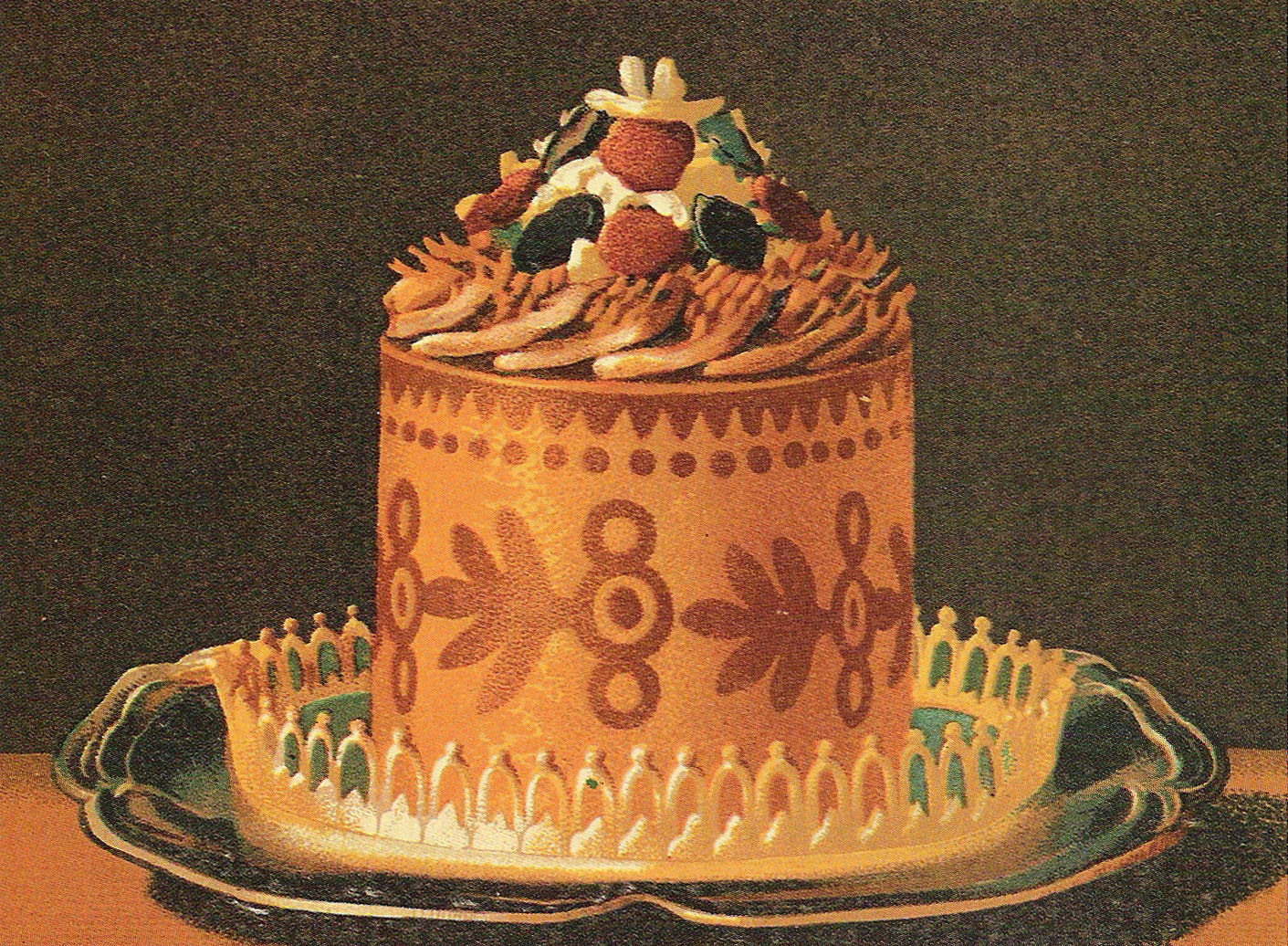
Timbale à la milanaise, illustration du Livre de cuisine, de Jules Gouffé (1867).

Selon les cas, le service peut être fait à la française ou à la russe. Le nombre de convives peut modifier les règles de base, car servir un repas de plusieurs dizaines de personnes présente des difficultés que l'on ne rencontre pas avec quelques personnes seulement.
Dans Le Livre de cuisine qu'il écrit en 1867, Jules Gouffé donne une série de menus de réception qui illustrent parfaitement le grand repas du XIXe siècle. Par exemple, pour un dîner à la française de 24 couverts :
- 2 potages : potage bisque d'écrevisses ; consommé de volaille à la royale
- 4 hors-d'œuvre extra : bouchées à la Monglas
- 2 relevés : turbot garni de filets de merlans à l'anglaise, avec sauce hollandaise ; rosbif à la Saint-Florentin
- 2 flancs[2] : timbale à la milanaise garnie de filets de volaille piqués ; noix de veau en bedeau à la jardinière
- 4 entrées : bécasse à la Daumont ; matelote de foie gras en croustade ; chaud-froid de poulet avec bordure de gelée ; salade russe
- 2 bouts[3] : dinde truffée sauce Périgueux ; selle de chevreuil sauce poivrade et groseille
- 2 flancs : croquembouche d'Auvergne ; biscuit à l'italienne
- 4 entremets : cardes à la moelle ; asperges en branches sauce au beurre ; plombière dans une croustade de gaufres ; gelée d'eau d'or garnie de verjus confit ; dessert

Pour servir à un grand nombre de convives un diner avec des hors-d'œuvre et entrées qui doivent être servis chauds et ne peuvent donc attendre, Gouffé conseille un système de service mixte (mi-russe et mi-français), qui permet d'offrir ce type de repas :
- 2 potages : potage aux huîtres ; consommé garni de quenelles et de pointes d'asperges
- 2 hors-d'œuvre dits « assiettes volantes » : filets de merlan à l'anglaise ; bouchées à la reine
- 2 relevés : turbot sauce crevettes garni d'anchois frits ; rosbif de mouton, garni de pommes de terre sautées
- 2 flancs : poulardes à la Régence ; filet de bœuf à la mayot et sauce française
- 4 contre-flancs : chartreuse de cailles ; timbale chasseur ; casserole au riz à la royale ; pâté chaud de ris d'agneau
- 4 entrées doubles volantes : 2 de suprême de volaille aux truffes ; 2 de côtelettes d'agneau aux petits pois
- 4 rôts : 2 dindes truffées ; 2 de faisan et bécasses
- 2 pièces montées : pavillon chinois sur rocher ; maison rustique sur rocher
- 2 flancs froids : pain de foie à la gelée sur socle ; galantine de poulet en bastion sur socle
- 2 extras : soufflé vanille ; gaufres flamandes
- 4 contre-flancs, relevés de rôts : 2 croquembouches de génoise sur socle garni de sucre filé ; 2 gâteaux de Compiègne sur socle orné de sucre filé
- 8 entremets de légumes : 4 d'asperges ; 4 fonds d'artichauts à l'italienne
- 8 entremets de douceur : 2 timbales de gaufres garnies de plombière ; 2 gelées d'eau d'or garnies de fraises ; 2 timbales pastefrole, garnies d'une sicilienne ; 2 gelées de noyaux garnies de cerise et d'abricots confits.